# ماريا مولر
ماريا مولر (بالألمانية: Maria Müller)‏ (و. 1889 – 1958 م) هي مغنية، ومغنية أوبرا من ألمانيا، وتشيكوسلوفاكيا، والإمبراطورية النمساوية المجرية، ولدت في تيريزين، توفيت في بايرويت، عن عمر يناهز 69 عاماً.

## روابط خارجية
- ماريا مولر على موقع مونزينجر (الألمانية)
- ماريا مولر على موقع ميوزك برينز (الإنجليزية)
- ماريا مولر على موقع ديسكوغز (الإنجليزية)